# Cylichna magna
Cylichna magna is een slakkensoort uit de familie van de Cylichnidae. De wetenschappelijke naam van de soort is voor het eerst geldig gepubliceerd in 1941 door Lemche.